# NGC 7378
NGC 7378 (بالألمانية: NGC 7378) التي يرمز لها بالرمز NGC 7378، هي مجرة، في كوكبة الدلو.

## الاكتشاف
اكتشفت في 19 سبتمبر 1879، بواسطة فيلهلم تمبل.